# Cydistomyia roubaudi
Cydistomyia roubaudi är en tvåvingeart som beskrevs av Mackerras Rageau 1958. Cydistomyia roubaudi ingår i släktet Cydistomyia och familjen bromsar. Inga underarter finns listade i Catalogue of Life.